# Detlev Graf zu Rantzau
Christian Detlev Jürgen Joachim Graf zu Rantzau (* 14. Juni 1930 in Göttingen) ist ein ehemaliger deutscher Diplomat, der zuletzt von 1990 bis 1995 Ständiger Vertreter bei den Vereinten Nationen in New York City war.

## Leben
Detlev Graf zu Rantzau, ein Sohn des Seeoffiziers Kurt Graf zu Rantzau, stammt aus dem Adelsgeschlecht Rantzau und studierte nach dem Abitur Rechts- und Staatswissenschaften an der Eberhard Karls Universität Tübingen. Nach dem Ersten 1953 sowie dem Zweiten Staatsexamen 1957 trat er in den Auswärtigen Dienst ein und fand nach Beendigung der Attachéausbildung von 1958 bis 1963 zunächst Verwendung als Mitarbeiter der Botschaft auf den Philippinen.
Anschließend wurde er Mitarbeiter in der Botschaft in den Vereinigten Staaten und dann von 1967 bis 1970 im Auswärtigen Amt in Bonn, ehe er zwischen 1970 und 1974 Leiter der Politischen Abteilung der Ständigen Vertretung bei der NATO in Brüssel war. Im Anschluss war er von 1974 bis 1978 Leiter der Abteilung für Außen- und Sicherheitspolitik im Bundeskanzleramt. In der Folgezeit vertrat er Deutschland bei der Konferenz über Sicherheit und Zusammenarbeit in Europa (KSZE).
Zuletzt war Detlev Graf zu Rantzau von Dezember 1990 bis zu seinem Eintritt in den Ruhestand 1995 Ständiger Vertreter bei den Vereinten Nationen in New York City. Dort war er zuletzt seit Januar 1995 auch deutscher Vertreter im Sicherheitsrat der Vereinten Nationen.
Nach seinem Ausscheiden aus dem diplomatischen Dienst wurde er Beauftragter des Auswärtigen Amtes für den Zypernkonflikt und bekleidete dieses Amt bis zu seiner Ablösung durch Peter Wittig im Februar 2000. Im Dezember 2009 wurde er in das Präsidium der Deutschen Gesellschaft für die Vereinten Nationen gewählt.